# Elise Bouwens
Elise Bouwens (Países Bajos, 16 de marzo de 1991) es una nadadora neerlandesa especializada en pruebas de estilo libre, donde consiguió ser medallista de bronce mundial en 2013 en los 4x100 metros.

## Carrera deportiva
En el Campeonato Mundial de Natación de 2013 celebrado en Barcelona ganó la medalla de bronce en los relevos de 4x100 metros estilo libre, con un tiempo de 3:35.57 segundos, tras Estados Unidos (oro con 3:32.31 segundos) y Australia (plata).